# 西迪布邁迪恩
35°21′15″N 0°53′35″W / 35.35417°N 0.89306°W

西迪布邁迪恩（阿拉伯语：‎），是阿爾及利亞的城鎮，位於該國西北部艾因泰穆尚特省，由艾因阿爾巴區負責管轄，面積49平方公里，2010年人口3,381，人口密度每平方公里69人。